# Drużynowe mistrzostwa Wielkiej Brytanii na żużlu
Brytyjska liga żużlowa – najstarsza i jedna z najsilniejszych lig żużlowych na świecie. Rozgrywki prowadzone są na torach klasycznych. Historia ligi sięga okresu sprzed II wojny światowej, była to pierwsza regularna liga żużlowa na świecie. Jej początek datuje się na rok 1929, kiedy to powstały dwie ligi równoległe Southern League i Northern League. Pierwszymi mistrzami obu lig były drużyny odpowiednio: Stamford Bridge i Leeds. W 1932 powstała na bazie dwóch lig Brytyjska Liga Żużlowa. Od 2017 liga dzieli się na dwie profesjonalne klasy rozgrywkowe: SGB Premiership i SGB Championship, a także amatorską/półprofesjonalną National Development League.
Liga rozgrywana jest systemem kołowym, każda drużyna spotyka się z każdą inną czterokrotnie w ciągu sezonu - dwukrotnie na własnym torze i dwukrotnie na wyjeździe. Oprócz rozgrywek o mistrzostwo danej ligi, prowadzone są też odrębne rozgrywki o puchar ligi (British Elite League Knockout Cup, indywidualne mistrzostwa ligi oraz mistrzostwa ligi par. Kluby najwyższej ligi co roku przed rozpoczęciem zmagań o Mistrzostwo Wielkiej Brytanii rozgrywają turniej o Tarczę Petera Cravena (Peter Craven's Shield). Drużyny podzielone są na trzy grupy (po trzy drużyny). Do finału awansują zwycięzcy grup. Wszystkie mecze rozgrywane są formułą trójmeczu.
Tabela biegowa, podobnie jak w lidze polskiej, składa się z 15 wyścigów, odmienna jest jednak rozpiska zawodników w poszczególnych biegach. Trenerzy (promotorzy) drużyn mają szerokie możliwości stosowania zmian oraz rezerw taktycznych. W składach drużyn może występować dowolna liczba zawodników obcokrajowych, startować musi jeden zawodnik młodzieżowy, tzw. Rising Star. Najlepszy zawodnik danej drużyny według średniej meczowej musi startować pod numerem 1.

## Triumfatorzy
Lista klubów, które stawały na podium w lidze brytyjskiej na przestrzeni lat: